# John Angus
John Angus (Antwerpen, 23 mei 1821 – aldaar, 20 juni 1874) was een Belgisch kunstschilder uit de Romantiek.

## Levensloop
John Angus was de broer van de kunstschilder William-Louis Angus (1823-1916).
In het schooljaar 1837-1838 was John Angus ingeschreven als leerling van de Antwerpse Academie in de klas “beginselen figuren”. In dezelfde klas zaten Edouard Hamman, Sebastiaan Pittoors, Jozef Lies, Charles Serrure, Louis Van Kuyck, Auguste Serrure, Jozef Janssens en Karel Verlat, die allen min of meer bekendheid als kunstenaar verwierven. In 1838-1839 was hij ingeschreven voor de winteroefeningen “Antieken”.  John Angus leerde verder ook schilderen in het privéatelier van Ferdinand de Braekeleer (1792-1883) te Antwerpen. Net als De Braekeleer legde hij zich toe op het schilderen van historische taferelen en genrestukken. Het Antwerpse verleden, de literaire werken van William Shakespeare en Walter Scott waren enkele van zijn voornaamste inspiratiebronnen. Zijn levensloop bevat -voor zover geweten- geen spectaculaire momenten. Tussen 1840 en 1870 nam hij regelmatig deel aan de kunstsalons in België en Nederland, zonder hoge toppen te scheren in de kunstkritiek en de algemene appreciatie.  

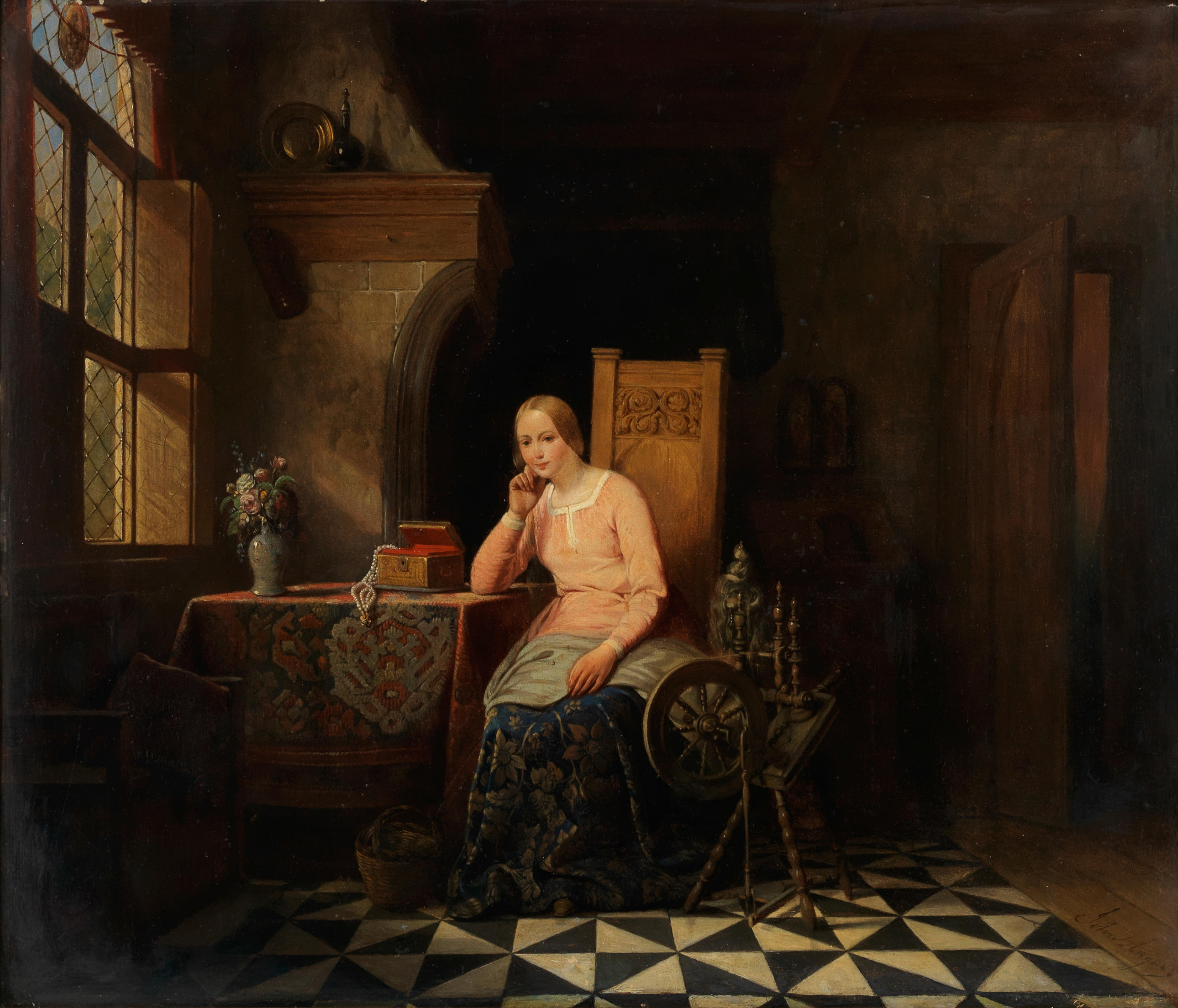
schilderij Day Dreaming

John Angus woonde op diverse adressen in Antwerpen : “Aan het Dok N° 1441” (ca. 1840), Sint-Walburgaplein 158 (ca. 1850), Lunettestraat 3 (ca. 1861), Rue du Chaperon 26 (ca. 1859).

## Tentoonstellingen
- 1840, Salon 1840, Antwerpen : “Een ontvoering”
- 1842, Tentoonstelling Levende Kunstenaars, Utrecht : “Een binnenhuis in de 17de eeuw met invallend zonlicht”.
- 1843, Salon 1843, Antwerpen : “Dans van een zigeunerin” en “Middeleeuws tafereel”
- 1845, Salon 1845, Brussel; “Storm”
- 1845, Tentoonstelling Levende Kunstenaars, Den Haag : “Een rover, getroffen door de goddelijke almacht”, “Een nadenkend meisje”
- 1846, Salon 1846, Mechelen : “Lectuur in de bijbel”
- 1849, Tentoonstelling Levende Kunstenaars, Den Haag : “Een roverstafereel”, “Een alchimist in zijn werkplaats”
- 1848, Salon 1848, Brussel : “Bandieten”
- 1849, Salon 1849, Mechelen : “De monoloog van Hamlet”, “Het briefje”, “Jeanne d’Arc in de gevangenis”, “Interieur”
- 1850, Salon 1850, Brugge : “Arme moeder” en “De lectuur”
- 1851, Salon 1851, Brussel : "Interieur uit de 16de eeuw”, “Scène uit de Sint-Bartholomeusnacht”.
- 1851, Salon 1851, Mechelen : “Arme moeder”
- 1853, Salon 1853, Mechelen : “Schildersatelier”, “Kleine bedelaar.  Studie”
- 1855, Salon 1855, Antwerpen : “Twist in de herberg”, “De ingebeelde zieke”
- 1859, Salon 1859, Gent : “Scène uit de Sint-Bartholomeusnacht”
- 1859, Salon 1859, Kortrijk : “Scène uit de Sint Bartholomeusnacht”, “De inschrijving voor de legerdienst”
- 1861, Salon 1861, Antwerpen : “Ik ben soldaat, geen moordenaar.  Scène uit de Sint-Bartholomeusnacht”
- 1863, Salon 1863, Antwerpen : “Scène uit de Bartholomeusnacht”, “Schildersatelier”, “Allan Mac Aulay & Annette yle.  Tafereel uit Walter Scott”
- 1864, Salon 1864, Antwerpen : “De hertog van Rothsay, troonpretendent van Schotland in Albany Castle.  Naar Walter Scott’s History of Scotland”, “De bedelaar”
- 1865, Salon 1865, Gent : “De valse bedelaar”, “De hertog van Rothsay”.